# 博戈托爾區

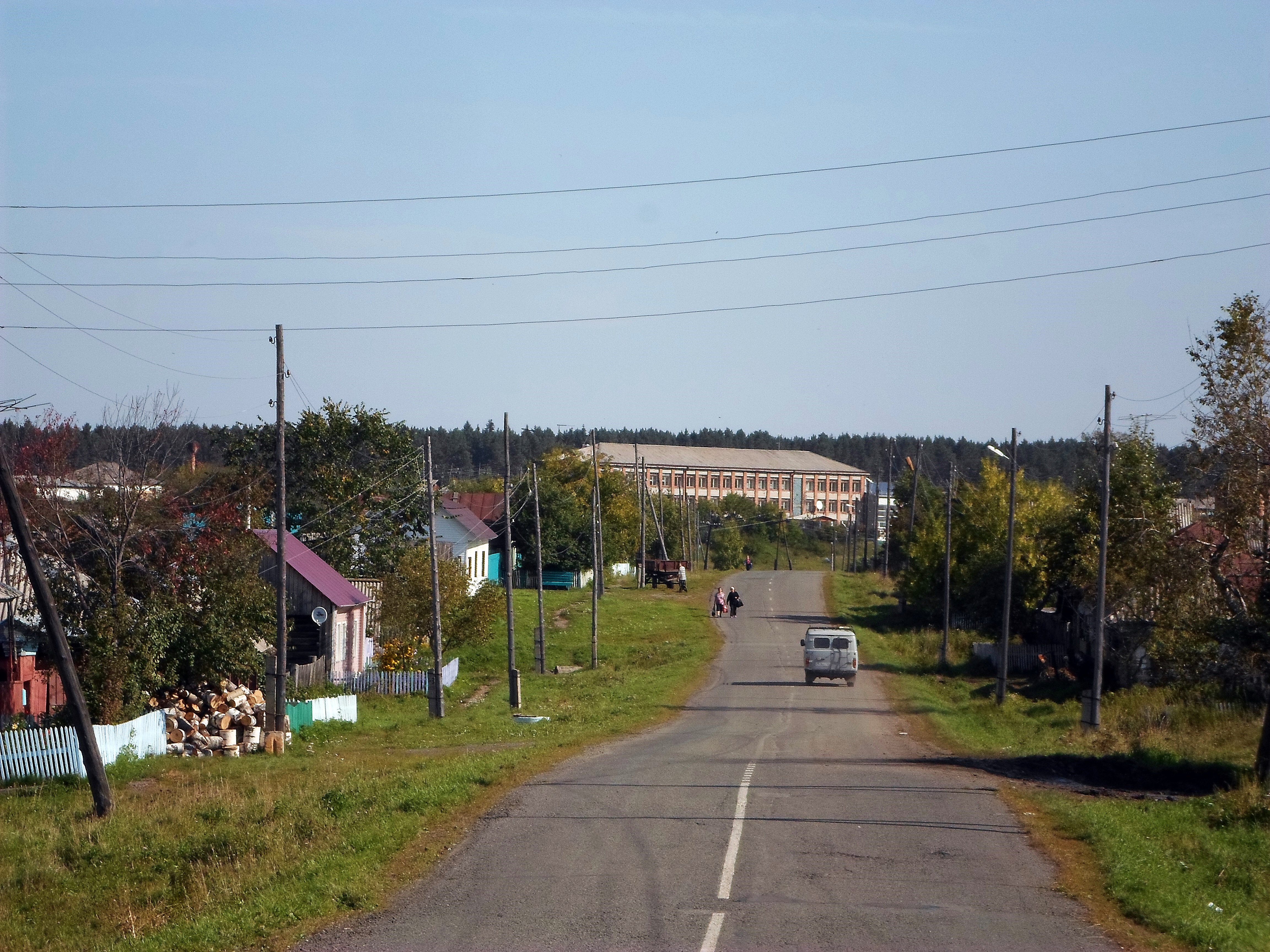

56°N 89°E / 56°N 89°E
博戈托爾區（俄语：Боготольский район），是俄羅斯的一個區，位於該國中部，由克拉斯諾亞爾斯克邊疆區負責管轄，始建於1925年5月25日，面積2,924平方公里，2010年人口11,267，人口密度每平方公里3.85人。